# 龍潭里 (桃園市)
龍潭里是臺灣桃園市龍潭區的一個里，屬於龍潭市區的一部分。本里劃有35個鄰，總人口2,278人。

## 教育

### 國民小學
- 桃園市龍潭區龍潭國民小學 （页面存档备份，存于）

## 商業
- 龍潭公有零售市場
- 區心商圈：以北龍路及中正路的交叉路口為主要發展核心，各大連鎖店及國道客運業者皆在此路段設立。
- 廟口商圈：由東龍路、南龍路、西龍路、北龍路所構成，並以龍元路的日字型商圈，為龍潭市區最早有商業活動的地方，其中以龍潭的大廟「龍元宮」周邊為主要發展範圍，大多以廟口美食小吃居多。從日治時期發展至今約有百年歷史。

## 宗教
- 龍潭龍元宮
- 財團法人基督長老教會龍潭教會